# Theodor Innitzer
Theodor Innitzer, född 25 december 1875, död 9 oktober 1955, var en österrikisk kardinal.
Theodor Innitzer var professor i Nya Testamentets exegetik i Wien 1913–1932, blev ärkebiskop i Wien 1932 och kardinal 1933. Innitzer spelade en framträdande roll inom 1930-talets österrikiska politik, var socialminister 1929–1930, intog vid nationalsocialismens första framträdande en förmedlande hållning men ställde sig under kyrkostriden efter den tyska annekteringen av Österrike i klar opposition mot nationalsocialismen. Som teologisk forskare framträdde Innitzer med bland annat Johannes der Täufer (1908) och Die Parabeln der Evangelien (1909).